# Zanakiji
Zanakiji su etnička i jezična skupina iz središta Mare, Tanzanija, istočno od Viktorijina jezera. Prema procjenama 1987. godine bilo je oko 62 000 Yanakija. Zanakiji se dijele na dvije skupine. Jedna se zove Biru, a druga Buturi. Spadaju u bantuske narode.

## Poznate osobe
- Julius Nyerere (1922. – 1999.), osnivač i prvi predsjednik Tanzanije bio je Zanaki i sin poglavice Burita Nyererea (1860. – 1942.), poglavice Zanakija,[3] i Christine Mgaya wa Nyang'ombe (1891. – 1997.).[4]
- Wanzagi Nyerere, ujedinitelj karanokracija plemena Zanakija 1960-ih.